# Senecio (Cognomen)
Senecio (wörtlich: „alt“ oder „alte Person“) ist ein römisches Cognomen, welches wahrscheinlich keltischen Ursprungs ist. Das Cognomen Seneca geht eventuell auf dieses Cognomen zurück, könnte aber auch vom lateinischen senex abgeleitet sein, welches ebenfalls „alt“ bedeutet.

## Bekannte Namensträger
- Herennius Senecio, römischer Jurist und Senator, 1. Jahrhundert
- Lucius Alfenus Senecio, römischer Politiker, Konsul und Statthalter von Syrien und Britannien, 2. und 3. Jahrhundert
- Lucius Sempronius Senecio, römischer Ritter, Prokurator von Iudaea
- Marcus Numisius Senecio Antistianus, römischer Offizier, 1. Jahrhundert
- Marcus Nummius Attidius Senecio Albinus, römischer Politiker, Konsul 263
- Marcus Nummius Senecio Albinus, römischer Politiker, Konsul 227
- Marcus Nummius Umbrius Primus Senecio Albinus, römischer Politiker, Konsul 206
- Marcus Ulpius Senecio Saturninus, römischer Statthalter von Thrakien
- Marcus Valerius Senecio, römischer Politiker, Suffektkonsul
- Publius Orfidius Senecio, römischer Politiker, Suffektkonsul 148
- Quintus Cornelius Senecio Annianus, römischer Politiker, Suffektkonsul 142
- Quintus Pompeius Senecio Sosius Priscus, römischer Politiker, Konsul 169
- Quintus Sosius Senecio, römischer Politiker, Konsul 99 und 107
- Sextus Caecilius Senecio, römischer Ritter, 1. Jahrhundert
- Valerius Senecio, römischer Politiker, Suffektkonsul 186